# (5012) Eurymédon
(5012) Eurymédon, désignation internationale (5012) Eurymedon, est un astéroïde troyen jovien.

## Description
(5012) Eurymédon est un astéroïde troyen jovien, camp grec, c'est-à-dire situé au point de Lagrange L4 du système Soleil-Jupiter. Il présente une orbite caractérisée par un demi-grand axe de 5,272 UA, une excentricité de 0,085 et une inclinaison de 5,0° par rapport à l'écliptique.
Il est nommé en référence au personnage de la mythologie grecque Eurymédon, acteur du conflit légendaire de la guerre de Troie.

## Compléments